# Mounia Meddour
Mounia Meddour (arab. ‏مونيا مدور‎; ur. 15 maja 1978 w Moskwie) – algierska reżyserka i scenarzystka filmowa, mieszkająca na stałe we Francji.

## Życiorys
Córka algierskiego reżysera Azzedine'a Meddoura i matki-Rosjanki, żona reżysera Xaviera Gens. Jej fabularny debiut Lalka (2019) miał swoją premierę w sekcji „Un Certain Regard” na 72. MFF w Cannes. Obraz opowiadał osadzoną w latach 90. historię zafascynowanej modą studentki (w tej roli Lyna Khoudri), która chce zorganizować w swoim akademiku pokaz mody wbrew nasilającym się tendencjom islamistycznym. Film zdobył nagrodę Cezara za najlepszy debiut reżyserski i został oficjalnym algierskim kandydatem do Oscara dla najlepszego filmu nieanglojęzycznego.
Zasiadała w jury sekcji „Un Certain Regard” na 74. MFF w Cannes (2021).